# Mikołaj Malinowski
Mikołaj Malinowski (lit. Mikalojus Malinovskis, ros. Мико́лай Малино́вский, ur. 17 grudnia 1799, zm. 29 czerwca 1865 w Wilnie) – polski historyk, archeolog, wydawca źródeł z historii Polski i Litwy.
Studiował na Cesarskim Uniwersytecie Wileńskim, gdzie związał się z filaretami, zostając przywódcą "niebieskich". Od listopada 1823 do kwietnia 1824 był więziony w związku z przynależnością do tajnego stowarzyszenia studenckiego. Uniknąwszy zesłania, zamieszkał w Wilnie, gdzie uczestniczył w działalności Wileńskiej Komisji Archeologicznej. Pod jego kierownictwem wydano wiele cennych prac o historii polsko-litewsko-ruskiej:
- Zrzódła do dziejów polskich Tom 1 (1844) Tom 2 (1844)
- Kronika polska, litewska, żmódzka i wszystkiéj Rusi Macieja Stryjkowskiego Tom 1 (1846) Tom 2 (1846)
- Pamiętniki o dawnéj Polsce z czasów Zygmunta Augusta, obejmujące listy Jana Franciszka Commendoni do Karola Boromeusza z Biblioteki Berberiańskiej Tom 1 (1847) Tom 2 (1847)
- Dzieje Korony Polskiéj i Wielkiego Księstwa Litewskiego od roku 1380 do 1535 Tom 1 (1847) Tom 2 (1847) Tom 3 (1848)
- Żywoty arcybiskupów gnieźnieńskich, prymasów Korony Polskiéj i Wielkiego Księstwa Litewskiego, od Wilibalda do Andrzeja Olszowskiego włącznie Tom 1 (1860) Tom 2 (1860) Tom 3 (1860) Tom 4 (1860) Tom 5 (1860)

Wspomnienia i część artykułów naukowych wydano pośmiertnie (Kraków 1907). Po Malinowskim pozostały także liczne listy do profesora z czasów studenckich – Joachima Lelewela.
Pochowany na cmentarzu Na Rossie w Wilnie.